# Vallée de Yosemite
La vallée de Yosemite (prononciation : API [ joʊˈsɛmɪti]) est une vallée célèbre située dans la Sierra Nevada, en Californie. C'est la pièce maîtresse du parc national de Yosemite.
La vallée est située à 1 200 m d'altitude. D'une longueur de 13 kilomètres et d'une largeur de 1,6 km, elle est bordée par des falaises de granite d'une hauteur d'environ 1 000 mètres, lesquelles sont parcourues par d'importantes chutes d'eau, dont les chutes de Yosemite, une succession de chutes d'eau haute d'environ 740 mètres au total. La vallée est parcourue par la rivière Merced.

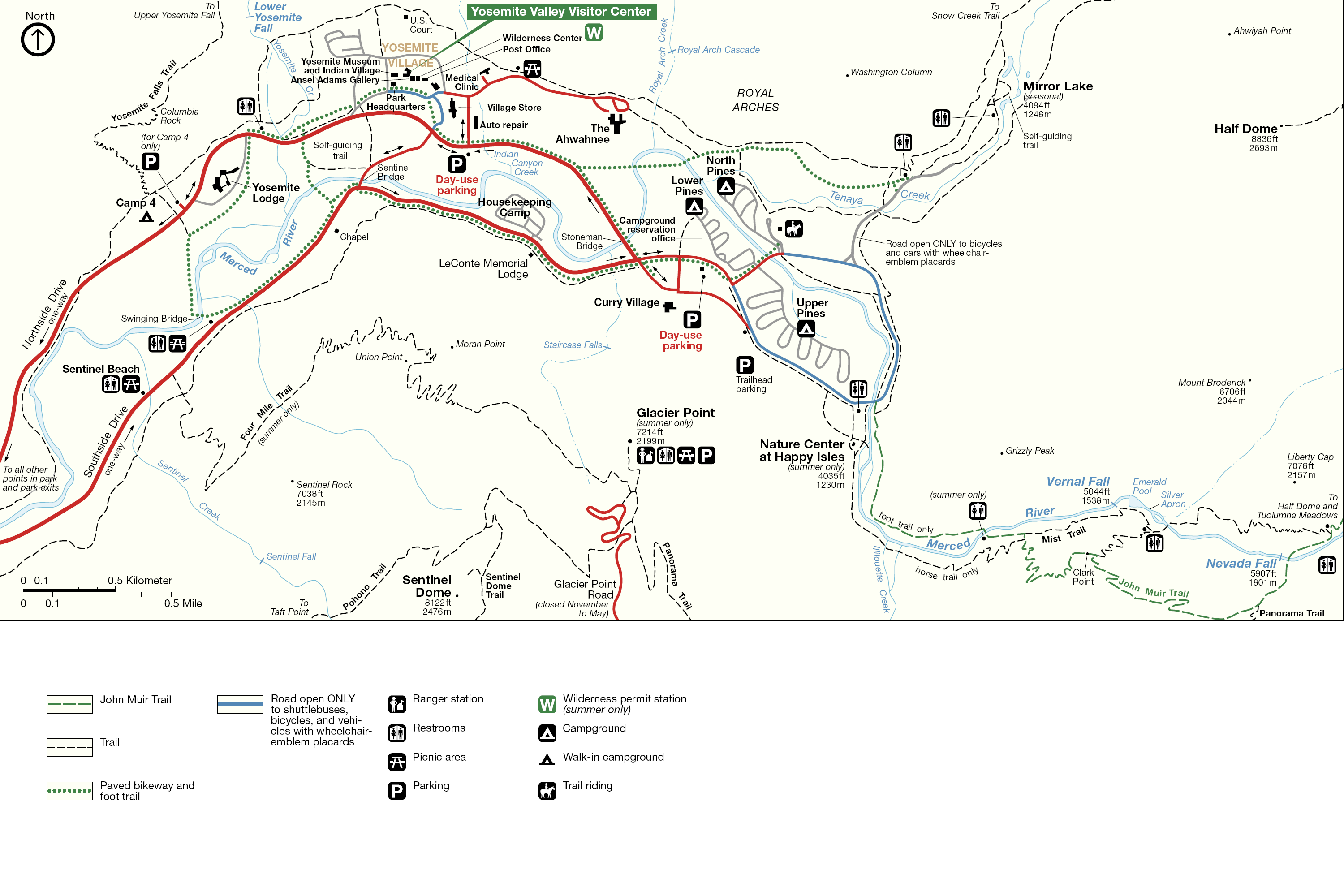
Plan de la vallée.
Entrée de la vallée de Yosemite et reliefs remarquables.